# Acta Mechanica et Automatica
Acta Mechanica et Automatica — англомовний рецензований науковий журнал відкритого доступу, який публікує теоретичні та експериментальні статті з усіх аспектів механіки, автоматики та робототехніки. Журнал заснований 2007 року на Механічному факультеті Білостоцької Політехніки (Польща). Згідно з даними за 2023 рік, журнал має імпакт-фактор 1 і Scopus CiteScore 1.4.

## Редакційно-видавничий процес
Журнал виходить 4 рази на рік. Кожне видання містить близько 20 статей. Публікація статей безкоштовна. Перед прийняттям до друку поданий рукопис проходить перевірку на плагіат та сліпе рецензування двома рецензентами. Частота відмов у публікації становить 53%.

## Редакційна і наукова колегія
Головний редактор журналу  — Michał Kuciej (від 2025 року), Krzysztof Jan Kurzydłowski (у 2021–2024 роках), Andrzej Seweryn (у 2007–2021 роках). До складу наукової колегії входять понад 50 вчених з Білорусі, Великої Британії, Естонії, Індії, Іспанії, Італії, Канади, Китаю, Литви, Німеччини, Польщі, Португалії, Словаччини, США, Туреччини, Угорщини, України, Франції, Чехії, Японії, у тому числі українські вчені Кушнір Р.М., Панасюк В.В. і Ясній П.В.

## Реферування та індексування
Журнал індексується в ряді наукових інформаційних систем, зокрема:
- Arianta
- Baidu Scholar
- BazTech
- CNKI Scholar
- CNPIEC – cnpLINKer
- Dimensions
- EBSCO Discovery Service
- Elsevier – Reaxys
- ExLibris
- Google Scholar
- Index Copernicus
- JST
- J-Gate
- JournalGuide
- JournalTOCs
- KESLI-NDSL
- MyScienceWork
- Naver Academic
- Naviga
- POL-index
- QOAM
- ReadCube
- SCILIT
- Scopus
- Semantic Scholar
- SHERPA/RoMEO
- TDNet
- TEMA Technik und Management
- Ulrichsweb
- WanFang Data
- Web of Science
- WorldCat
- X-MOL